# 浍州 (北周)
浍州，中国南北朝时设置的州。
北周置浍州，治所在固始县（今河南省固始县东北七十里）。辖境相当今河南固始县、商城县、淮滨县一带地。下辖新蔡郡（下辖固始县）、边城郡（下辖期思县）、光化郡。隋文帝开皇三年（583年）废浍州和诸郡，固始县、期思县改属光州。